# Twist (esercizio)
Il Twist, letteralmente torsione o rotazione, è un esercizio di tonificazione muscolare dei muscoli addominali obliqui.

## Esecuzione
Le torsioni del busto sono un esercizio volto alla tonificazione della muscolatura del girovita deputata alla rotazione del tronco, rappresentata soprattutto dai muscoli obliqui esterni e interni. Questa serie di muscoli include anche altri fasci che compongono la muscolatura addominale, gli erettori spinali e alcuni altri. Questo gruppo muscolare potrebbe essere impropriamente definito come "core", accezione che in anatomia raggruppa in realtà un vasto gruppo di componenti che costituiscono il tronco. In questa definizione non rientra solo la muscolatura addominale, come spesso viene suggerito, ma anche altri fasci muscolari, oltre a ossa, nervi, tendini, e legamenti.
Il twist viene solitamente eseguito con un bastone di legno appoggiato sui trapezi e le mani a riposo su di esso. Vengono eseguite delle rotazioni del busto da un lato all'altro mantenendo il bacino immobile. Il movimento viene eseguito con una certa rapidità, ma per effettuare correttamente l'esercizio è necessario frenare il movimento prima che ciascuna rotazione sia conclusa e ripartire senza sfruttare il movimento passivo di ritorno.
Esistono altre varianti dell'esercizio del twist. In anni recenti sono stati diffusi dei macchinari o delle attrezzature che simulano il movimento del twist (twist machine o rotary machine) imponendo una resistenza alla rotazione del tronco e rivelandosi potenzialmente più sicuri. Altrimenti è possibile l'esecuzione del twist al cavo basso in modalità unilaterale, in cui nella fase concentrica si ruota il busto dalla parte opposta del cavo, senza spostare i piedi o inclinare il busto.

## Rischio infortuni
I movimenti di torsione del busto possono essere causa di infortuni alla bassa schiena. Il movimento di torsione non deve mai raggiungere la posizione di massima escursione. Questo infatti metterebbe in tensione anomala le fibre esterne e centrali dell'anello fibroso che compone il disco intervertebrale nella zona lombare, con conseguente tendenza alla lacerazione delle fibre e un aumento notevole della pressione sul nucleo interno dell'anello. Un'altra importante precauzione per prevenire traumi è l'esecuzione senza resistenza o senza carichi, utilizzando solo il bastone di legno. Il sovraccarico può creare un forte stress dovuto alla rotazione violenta e portare ad un'usura delle vertebre spinali. Per questo motivo esercizi di torsione andrebbero completamente evitati in caso di lombalgie, soprattutto da erniazione.
La zona lombare è particolarmente vulnerabile alle forze di torsione. A causa dell'orientamento delle faccette articolari, può avvenire solo una rotazione limitata in questa zona. Un movimento di rotazione troppo ampio quindi può risultare in un infortunio a carico delle faccette articolari o una lesione dei dischi intervertebrali. La ricerca riconosce inoltre una connessione tra la torsione durante il sollevamento di sovraccarichi e un aumentato rischio di ernia del disco.

## Anatomia delTwist
Sebbene il twist venga ritenuto un esercizio per l'isolamento degli obliqui, la muscolatura che partecipa in questo movimento è in realtà più estesa. Alcuni studi elettromiografici rilevano che durante il movimento di torsione, i muscoli maggiormente chiamati in causa sono gli obliqui esterni controlaterali (dal lato opposto della torsione), il grande dorsale e gli erettori spinali ipsilaterali (dallo stesso lato della torsione). Altri invece suggeriscono che i muscoli della bassa schiena contribuiscono solo per il 5% nel movimento di rotazione, e che i protagonisti del movimento siano effettivamente gli obliqui. Si potrebbe ipotizzare che gli esercizi di torsione possano isolare il muscolo trasverso dell'addome per ottenere un giro vita più sottile. Tuttavia, il trasverso dell'addome non partecipa rilevantemente durante il movimento di rotazione come nel twist, e questo non porta ad un assottigliamento del giro vita. Nonostante l'orientamento delle fibre in senso orizzontale, la funzione del trasverso dell'addome è principalmente quella di comprimere l'addome durante l'espirazione forzata o la defecazione.
Principali muscoli coinvolti nella rotazione o torsione del tronco:
- Muscolo obliquo interno
- Muscolo obliquo esterno
- Muscolo retto dell'addome
- Muscolo trasverso dell'addome
- Muscoli multifidi (lombari)
- Muscoli rotatori
- Muscolo grande dorsale
- Muscolo ileocostale (lombare)
- Muscolo sacrospinale (Muscolo lunghissimo del dorso)